# Hinojal
Hinojal is een gemeente in de Spaanse provincie Cáceres in de regio Extremadura. Hinojal heeft 408 inwoners (1 januari 2016).

## Geografie
Hinojal heeft een oppervlakte van 63 km² en grenst aan de gemeenten Cañaveral, Casas de Millán, Garrovillas de Alconétar, Santiago del Campo en Talaván.

## Burgemeester
De burgemeester van Hinojal is Teófilo Durán Breña.

## Demografische ontwikkeling
Bron: INE, 1857-2011: volkstellingen

## Galerij

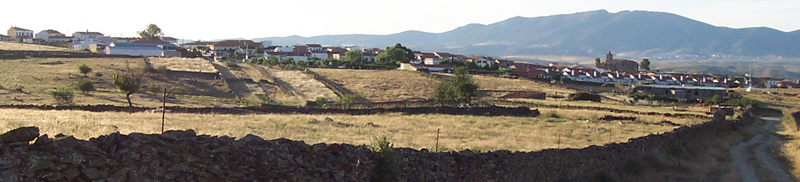
Panoramafoto van Hinojal
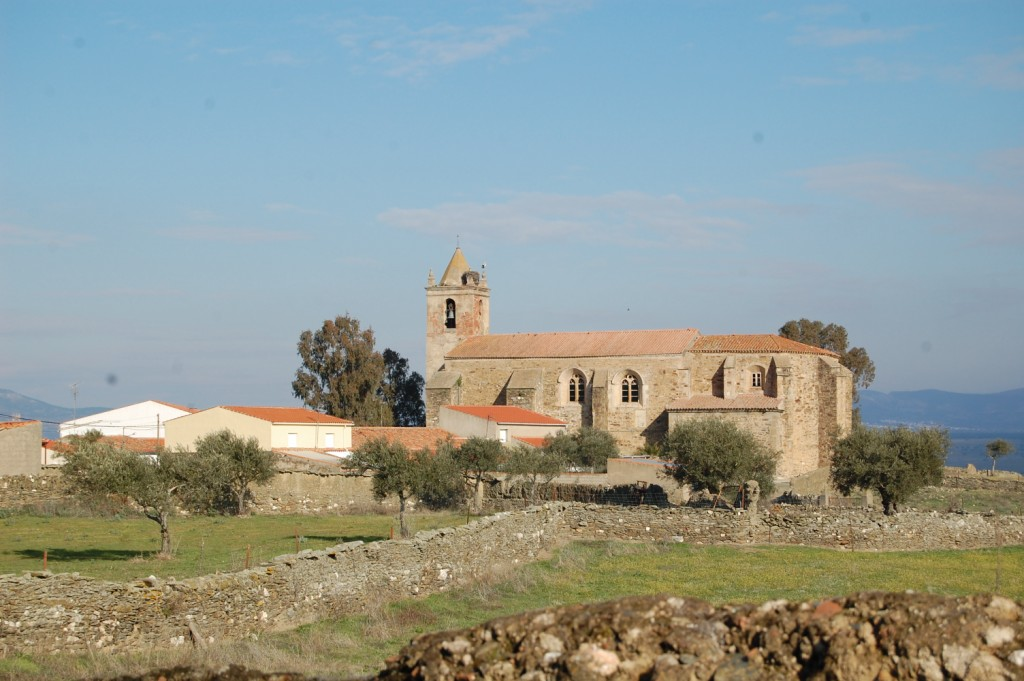
Kerk van Hinojal